# 도시전설
도시전설(都市傳說, 영어: urban legend, contemporary legend, modern legend, urban myth, urban tale)은 근현대를 무대로 한 전설의 일종이다. 경외성경처럼 출처가 불분명한 이야기를 뜻하는 용어로도 종종 사용된다. 도시전설이 전혀 사실과 다른 이야기라고는 할 수 없지만, 이것이 시간이 흐르면서 왜곡, 과장되고, 선정적으로 변형된 부분도 있다. 도시전설이 도시에서의 이야기만을 뜻하지는 않는다. 단지 산업화 되기 전의 전통전설과 대비될 뿐이므로, 사회학자, 민속학자들은 ‘현대전설’(現代傳說, contemporary legend)이라는 용어를 선호한다. 도시전설은 전자 우편과 뉴스 등으로 전승된다. 일반적으로 사람들은 이 이야기를 전할 때 친구의 친구에게 일어났던 일이라는 등 자신과 먼 이야기라는 사실을 먼저 통지한다.

## 어원
‘urban legend’가 처음으로 사용된 것은 1968년 인쇄물에서 찾을 수 있다. 그러나 이 용어가 일반 대중에 알려진 것은 유타대 영문학 교수 얀 헤럴드 버나드의 《The Vanishing Hitchhiker: American Urban Legends & Their Meanings》(1981년)를 통해서이다.
‘urban legend’의 한국어 번역어로는 도시괴담, 도시전설, 현대민담 등이 있다. 이중에서 도시전설이 학계에서 주로 쓰이는 말이다.

## 같이 보기
- 소문
- 미신
- 전설
- 괴담
- 공포
- 민속학
- 밈, 인터넷 밈
- 음모론
- 불가사의
- 빨간마스크
- 홍콩할매귀신
- 세키 아키오(일본어판) - 일본의 유명 미스터리 텔러
- 구석놀이
- 초인종 괴담
- 크리피파스타